# 福賽斯鎮區 (密歇根州)
福賽斯鎮區（英語：Forsyth Township）是位於美國密歇根州馬凱特縣的一個行政鎮區。

## 地方資料
福賽斯鎮區的面積為473.58平方千米，當中陸地面積為460.40平方千米，而水域面積為13.18平方千米。根據2020年美國人口普查的數據，當地共有人口6194人，而人口密度為每平方千米13.08人。